# Turecko na letních olympijských hrách
Turecko na letních olympijských hrách startuje od roku 1912. Toto je přehled účastí, medailového zisku a vlajkonošů na dané sportovní události.

## Účast na Letních olympijských hrách
| Dějiště LOH            | LOH      | Vlajkonoš                    | Zlatá medaile | Stříbrná medaile | Bronzová medaile | Celkem |
| ---------------------- | -------- | ---------------------------- | ------------- | ---------------- | ---------------- | ------ |
| 1912 Stockholm         | LOH 1912 | nebyl                        |               |                  |                  | 0      |
| 1920 Antverpy          | LOH 1920 | nebyl                        |               |                  |                  | 0      |
| 1924 Paříž             | LOH 1924 | nebyl                        |               |                  |                  | 0      |
| 1928 Amsterdam         | LOH 1928 | nebyl                        |               |                  |                  | 0      |
| 1932 Los Angeles       | LOH 1932 | nebyl                        |               |                  |                  | 0      |
| 1936 Německo           | LOH 1936 | Saim Polatkan                | 1             |                  | 1                | 2      |
| 1948 Londýn            | LOH 1948 | nebyl                        | 6             | 4                | 2                | 12     |
| 1952 Helsinky          | LOH 1952 | nebyl                        | 2             |                  | 1                | 3      |
| 1956 Melbourne         | LOH 1956 | Hamit Kaplan                 | 3             | 2                | 2                | 7      |
| 1960 Řím               | LOH 1960 | Nuri Turan                   | 7             | 2                |                  | 9      |
| 1964 Tokio             | LOH 1964 | Çetin Şahiner                | 2             | 3                | 1                | 6      |
| 1968 Ciudad de México  | LOH 1968 | Gürbüz Lü                    | 2             |                  |                  | 2      |
| 1972 Mnichov           | LOH 1972 | Gıyasettin Yılmaz            |               | 1                |                  | 1      |
| 1976 Montréal          | LOH 1976 | nebyl                        |               |                  |                  | 0      |
| 1980 Moskva            | 1980     |                              |               |                  |                  | Ne     |
| 1984 Los Angeles       | LOH 1984 | Mehmet Yurdadön              |               |                  | 3                | 3      |
| 1988 Soul              | LOH 1988 | nebyl                        | 1             | 1                |                  | 2      |
| 1992 Barcelona         | LOH 1992 | Kerem Ersü                   | 2             | 2                | 2                | 6      |
| 1996 Atlanta           | LOH 1996 | Derya Büyükuncu              | 4             | 1                | 1                | 6      |
| 2000 Sydney            | LOH 2000 | Hamza Yerlikaya              | 3             |                  | 2                | 5      |
| 2004 Athény            | LOH 2004 | Ali Enver Adakan             | 3             | 3                | 4                | 10     |
| 2008 Peking            | LOH 2008 | Mehmet Özal                  | 1             | 4                | 3                | 8      |
| 2012 Londýn            | LOH 2012 | Neslihan Darnel              | 2             | 2                | 1                | 5      |
| 2016 Rio de Janeiro    | LOH 2016 | Rıza Kayaalp                 | 1             | 3                | 4                | 8      |
| 2020 Tokio             | LOH 2020 | Merve Tuncel Berke Saka      | 2             | 2                | 9                | 13     |
| 2024 Paříž             | LOH 2024 | Busenaz Sürmeneli Mete Gazoz | 0             | 3                | 5                | 8      |
| Celkem                 | 25       |                              | 41            | 26               | 37               | 104    |
| Zdroj na Olympedia.org |          |                              |               |                  |                  |        |